# Кинотеатр «Центральный» (Якутск)

Кинотеатр «Центральный» — каменное здание, построенное в 1942 году на проспекте Ленина в городе Якутске, ныне Республика Саха (Якутия). Памятник архитектуры регионального значения. В настоящее время в здании продолжает работать кинотеатр.

## История
Кинотеатр «Центральный» является одним из старейших в Якутии. С 1912 по 1928 годы на месте современного «Центрального» находился кинотеатр В. П. Приютова, позже переименованный в «Горкино», и именно его правопреемником стал кинотеатр «Центральный».

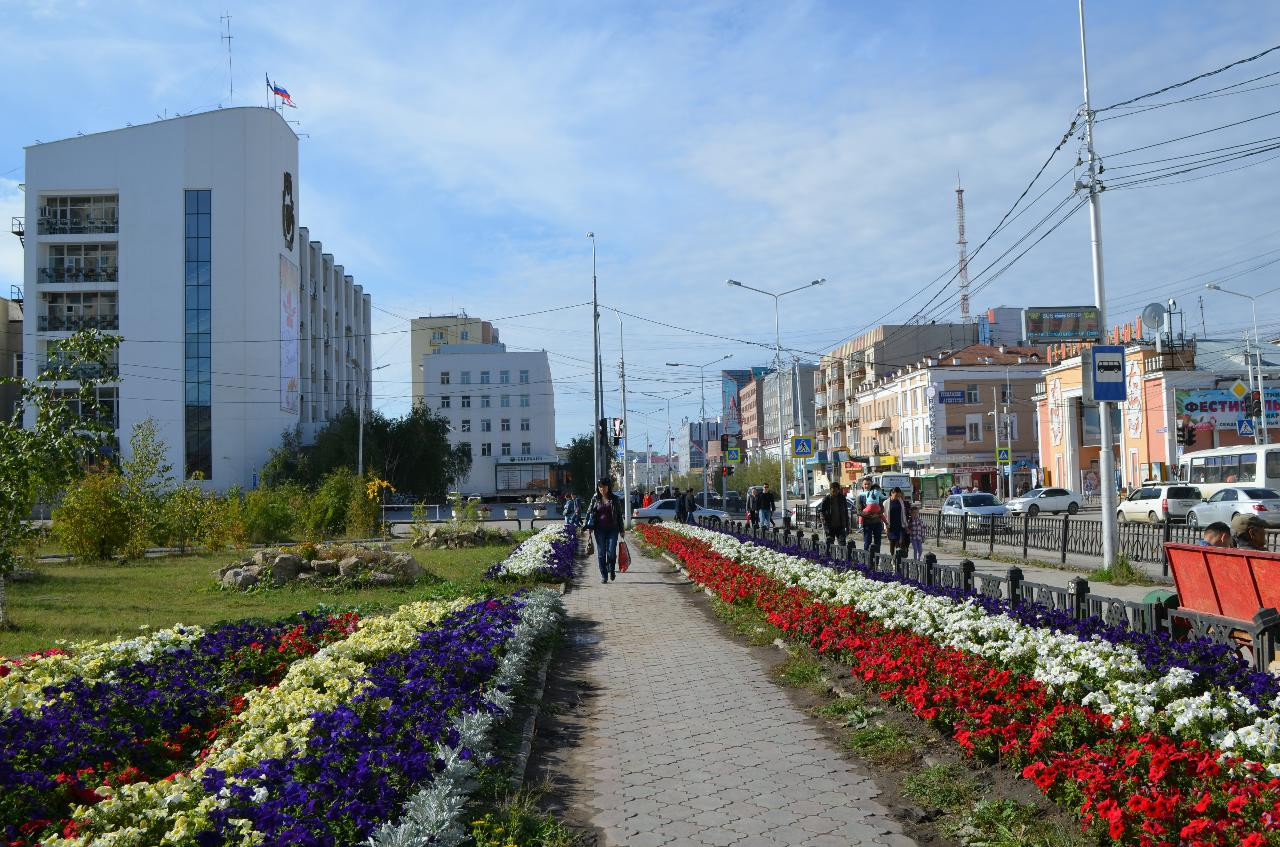
Вид на проспект Ленина

В 1938 году было принято о строительстве нового каменного здания кинотеатра. Несмотря на Великую Отечественную войну, в мае 1942 года новый кинотеатр в Якутске был открыт. При сооружении данного объекта по проекту Ефима Жорницкого впервые были применены на вечной мерзлоте железобетонные основания-стулья.
Впервые в кинотеатре «Центральный» начали демонстрировать широкоэкранное кино в 1957 году, а в 1990 году — стереоскопическое. Сегодня кинотеатр оснащён оборудованием для демонстрации кино в формате 3D и звуковой системой «Dolby Digital». Два зала (большой — на 218 и малый — на 75 мест) работают ежедневно.. В кинотеатре также проводятся занятия киноклуба, кинолектории, конкурсы по киноискусству. Зрителям предлагаются и бесплатные киносеансы.
В начале 2000-х годов кинотеатр одним из первых в Якутии стал поддерживать местный кинематограф. Сегодня ленты якутских режиссёров с большим успехом демонстрируются по всей республике.
«Центральный» с давних пор огромное внимание уделяет и работе с детьми. С конца 1950-х по 1990-е годы он был ведущим специализированным Детским кинотеатром Якутска, который в день предлагал не менее 5 детских киносеансов.